# Øystein Djupedal

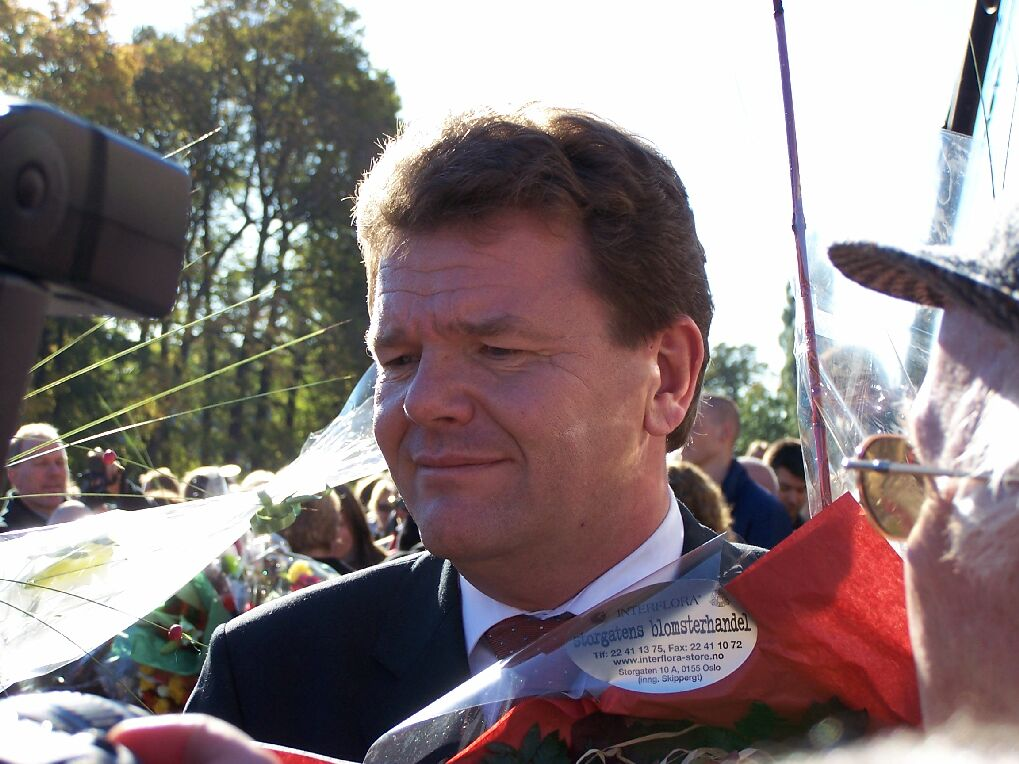
Øystein Djupedal 2005

Øystein Kåre Djupedal, född 5 maj 1960 i Oslo, är en norsk politiker som representerar Sosialistisk Venstreparti. Han blev invald till Stortinget första gången 1993.
Från 17 oktober 2005 till 18 oktober 2007 var han kunskapsminister i Regeringen Stoltenberg II. Han och miljöminister Helen Bjørnøy avgick från sina poster i oktober 2007 efter intern och extern kritik av deras insats och genomslagskraft.
Han är gift och har tre barn.